# 舞蹈

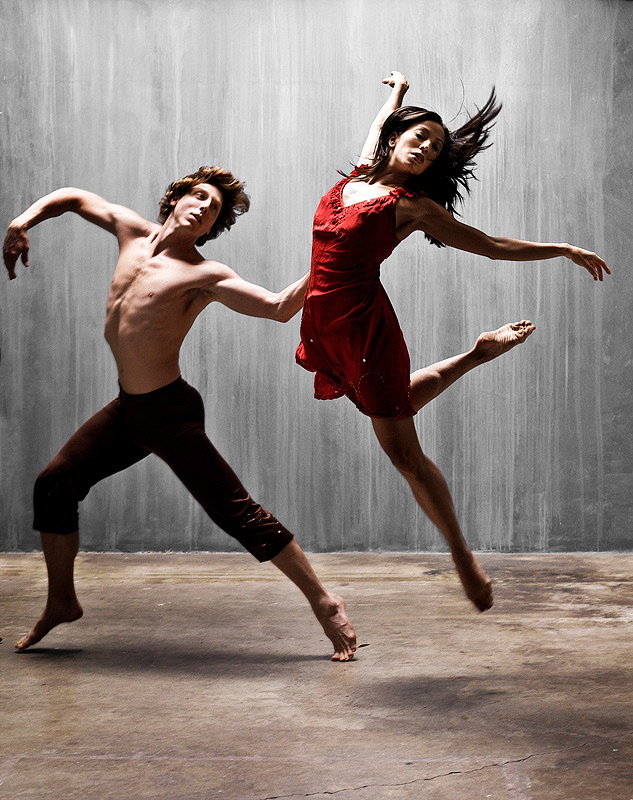
二名現代舞舞者

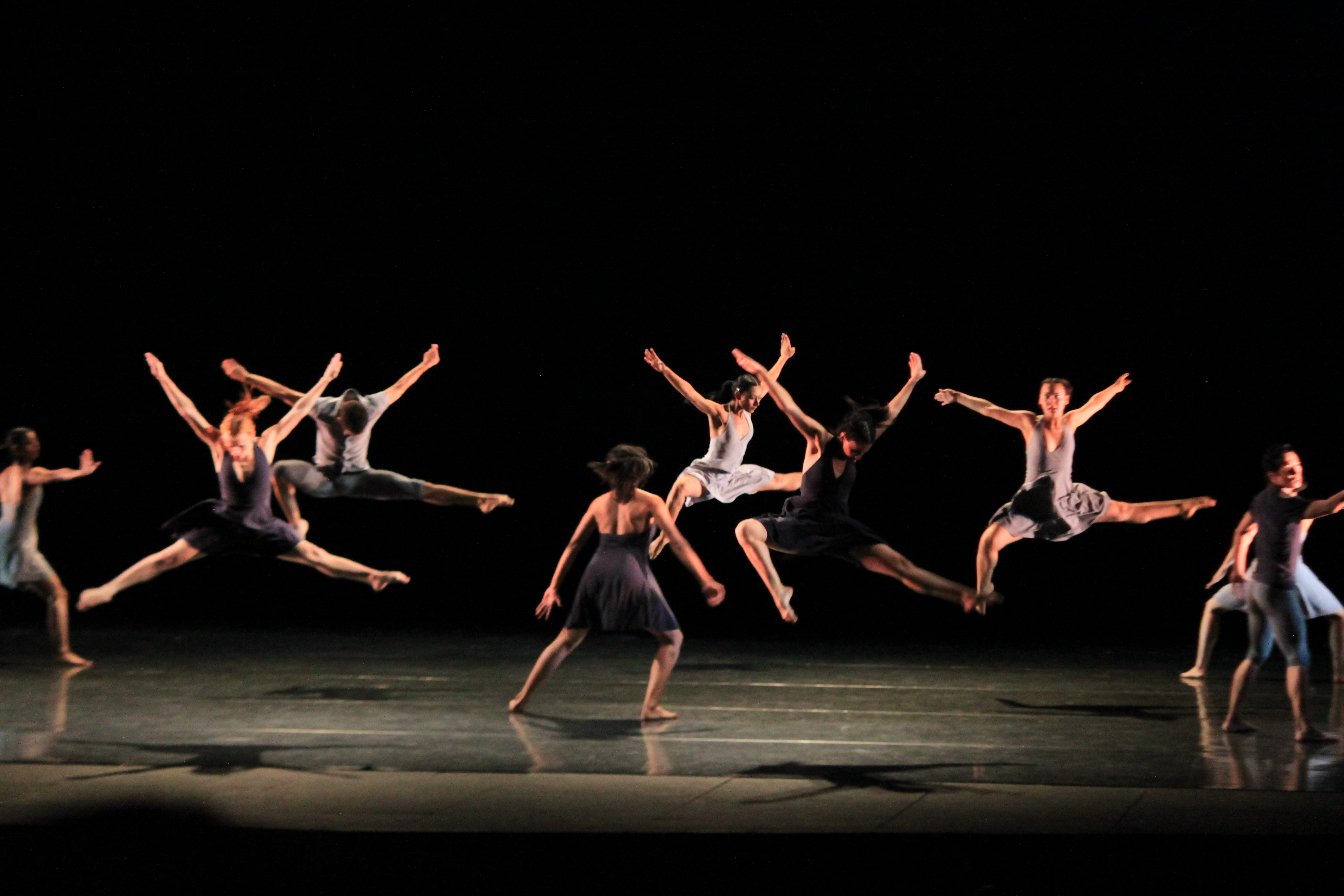
現代舞團成員的演出

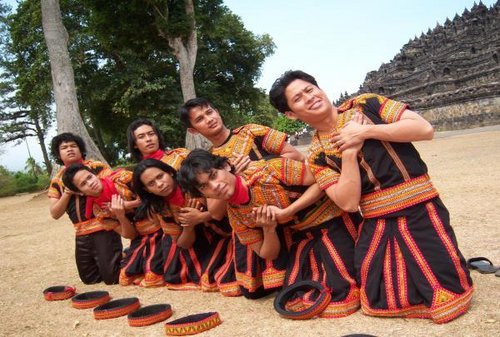
印度尼西亚的薩滿舞，特徵是快節奏，以及舞者之間的協調

舞蹈是表演艺术的一種，由一連串的動作組成，可能是即興的，也有可能是刻意編排。而這些動作有美学上的價值，也常常有象征性。舞蹈可以依其動作編排、動作劇目、歷史時期或是其起源來分類。
在舞蹈上，需要區分表演性舞蹈和參與性舞蹈，不過這兩種分類有時也有重疊之處。兩種舞蹈都有其特別的功能，可能是社交、儀式舞蹈、競技、情色、戰舞、神聖/宗教敬拜。有些活動也有一些類似舞蹈的特點，例如武術、体操、競技啦啦隊、花样滑冰、花样游泳、行進樂隊等。

## 表演性舞蹈和參與性舞蹈
表演性舞蹈（performance dance）也稱戲劇性舞蹈（Theatrical dance）或音樂廳舞蹈（concert dance），是刻意呈現的演出，一般是在舞台上由舞者進行的表演。一般會有其敘事、可能配合默劇、服飾及佈景，也有可能配合音樂伴奏的詮釋，這些多半是編排過的。這種舞的例子有西方的芭蕾舞、現代舞、印度古典式舞蹈以及日本歌舞劇。表演性舞蹈也有可能配合歌剧或是其他的音樂劇一起出現。
參與性舞蹈（Participatory dance）可能是民族舞蹈、社交舞或群舞（例如排舞、圓圈舞、鎖鏈型舞蹈、方塊舞或舞伴舞，是大家以共同的目的所進行的舞蹈，目的可能是因為社交、體能鍛煉、娛樂等目的，不是為了讓其他人觀看而進行的。這種舞很少有敘事。其至單人舞也有可能只是為了使舞者自身滿足而跳。參與性舞蹈中，一般參與者會有相同的動作和步伐，不過在電子舞曲的銳舞中，舞者可能會是free dance，不追求和周圍的協調。有些文化中可能會在參與性舞蹈中，將一些嚴格的限制放低，例如男性、女性及小孩可以參與舞蹈。

## 歷史

### 西方
在人類文明起源前，舞蹈在儀式、禮儀、慶典和娛樂方面都十分重要。考古提供舞蹈的痕跡，例如9000年前在印度的賓姆貝特卡的岩石壁畫和公元前3300年埃及墓壁畫描繪的繪畫舞蹈人物。

### 東方
中国在五千年以前就已經出現了舞蹈，產生於奴隸社會，發展到秦漢之際已形成一定特色：長袖細腰、飄逸輕盈、技藝並重、剛柔相濟。魏晉南北朝以來中外樂舞的大交流以及唐代帝王的重視，楊貴妃等舞蹈家的出現，使中國表演性舞蹈空前繁榮。
宋元明清以後，中國的表演性舞蹈逐漸融入戲曲，成為塑造角色、表達情感、展示劇情的戏曲化舞蹈。
中華人民共和國建立後，作為獨立的劇場藝術的舞蹈日益完善和成熟起來。

## 特色
每一個舞蹈有它的主題，而這主題也要進行發展和變化。這和音樂的情形是很相似的。

### 中國舞蹈
中國舞蹈有一個明顯的特點，那就是「構圖」的對稱性，左邊的人做了一種姿勢，右邊的人也做一種相應的姿勢。舞蹈的三要素是指表情（不單是臉部的表情，是全身的表情）、節奏和構圖。中國舞蹈的表情和節奏各有特點，但特徵最顯著的是構圖。這種構圖在舞蹈中叫做「對稱的平衡」。

## 分類
根據舞蹈的功能、用途，可分「實用舞蹈」（自娛）與「表演舞蹈」（娛人）兩大類；每大類下，再根據「時間」分為傳統與流行，共計即四類；
然後可再往下細分但無論那一個分類方法，其界線均已模糊，分類表示如下。

### 「實用舞蹈」（自娛）
以健身、怡情、益智、表現為目的，往往參與者即舞者兼觀眾，可不必觀眾。

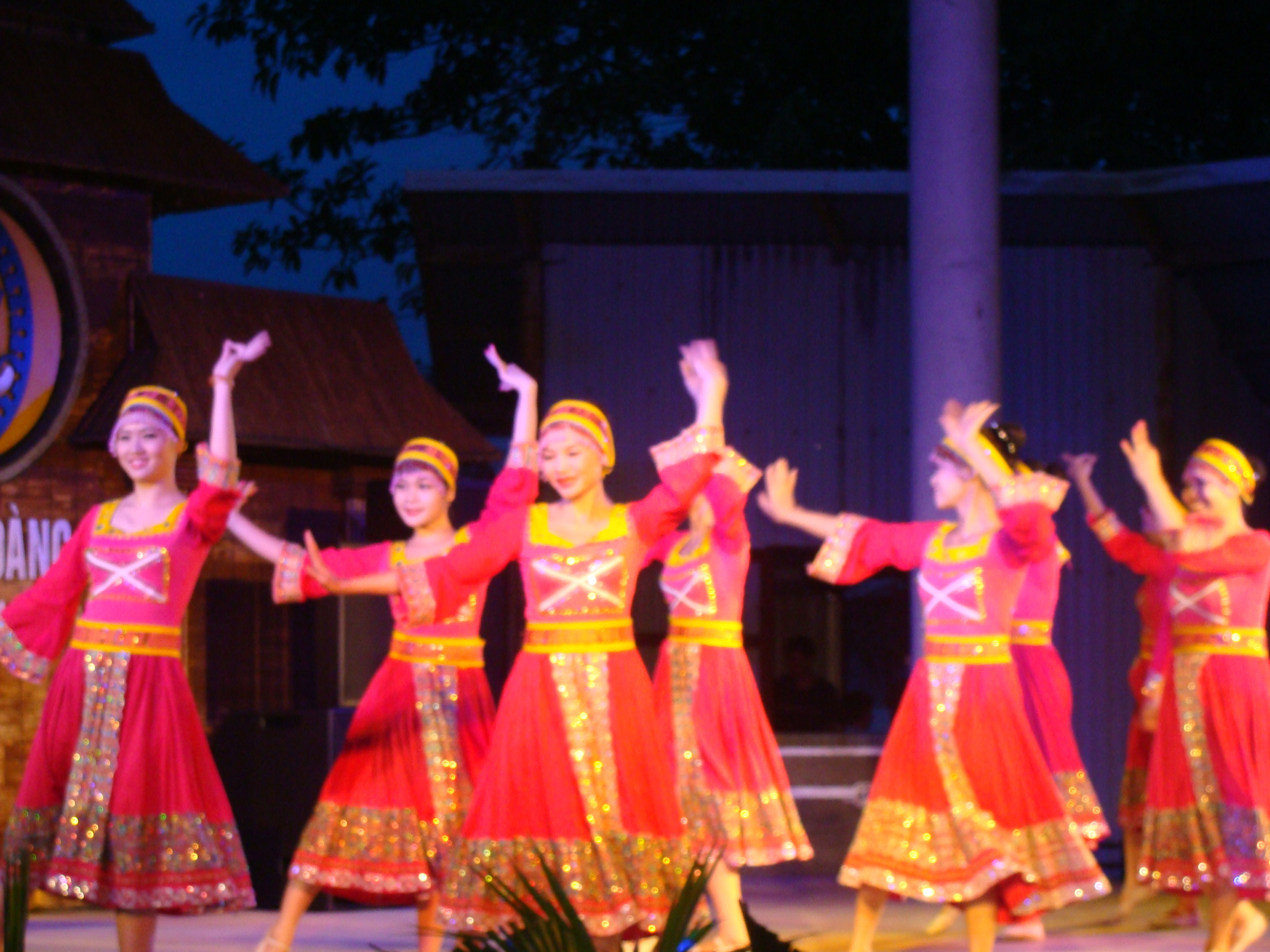
越南的民族舞蹈

- 傳統實用舞蹈
  - 宗教舞蹈
  - 西洋古代宮廷舞
- 流行實用舞蹈
  - 流行社交舞-主分快，慢，3，4步。
  - 土風舞
    - 國際民俗舞蹈

  - 广场舞
  - 秧歌舞
  - 霹靂舞
  - 迪斯科
  - 爵士舞
  - 街頭爵士舞
  - 踏板舞
  - 健康舞

### 「表演舞蹈」（娛人）
以表演或欣賞為目的，參與者分為演出者及觀眾。
- 傳統表演舞蹈
  - 東洋古代古典舞：含日本德川、江戶幕府及高麗時期的宮廷舞蹈
  - 中國古代古典舞：主要是中國宮廷舞蹈，又稱「宮廷舞」選用的創作素材皆為古典題材、典故、古代歷史的傳說等。
    - 彩帶舞、蓮香、扇子舞、劍舞、刀舞

  - 芭蕾舞/古典芭蕾舞
  - 民族舞蹈
    - 西班牙弗拉明戈舞
    - 夏威夷草裙舞
    - 阿拉伯肚皮舞
    - 德國擊鞋舞（德语：Schuhplattler）
    - 法國康康舞
    - 英國鄉村舞
    - 俄羅斯霍巴克舞
    - 中國民間舞蹈與少數民族舞蹈（蒙古、藏族、回族等等）：套路、维吾尔族的木卡姆，藏族的囊玛，壮族的铜鼓舞，傣族的孔雀舞，彝族的跳月，苗族的芦笙舞、朝鲜族农乐舞
- 流行表演舞蹈
  - 現代舞
  - 舞踏
  - 豔舞
  - 現代芭蕾舞
  - 國際標準交誼舞（體育舞蹈）
    - 摩登舞（Modern Dance）
      - 華爾茲
      - 維也納華爾茲
      - 探戈
      - 狐步
      - 快步舞

    - 拉丁舞
      - 桑巴（森巴）
      - 倫巴
      - 恰恰恰（Cha Cha）
      - 鬥牛舞
      - 牛仔舞（捷舞）

  - 踢踏舞
  - 街舞
  - 嘻哈（Hip hop）
    - 機械舞（Popping）
    - freestyle（英语：Dance improvisation）
    - 鎖舞（Locking）
    - 旧学派嘻哈（Old school hip hop）
    - 新学派嘻哈（英语：New school hip hop）
    - LA Style
    - 霹靂舞（Breaking）
    - House（英语：House dance）
    - 电流舞（英语：Waving (dance)）
    - Vogue
    - waacking

  - 钢管舞
  - 肚皮舞

## 相关图片

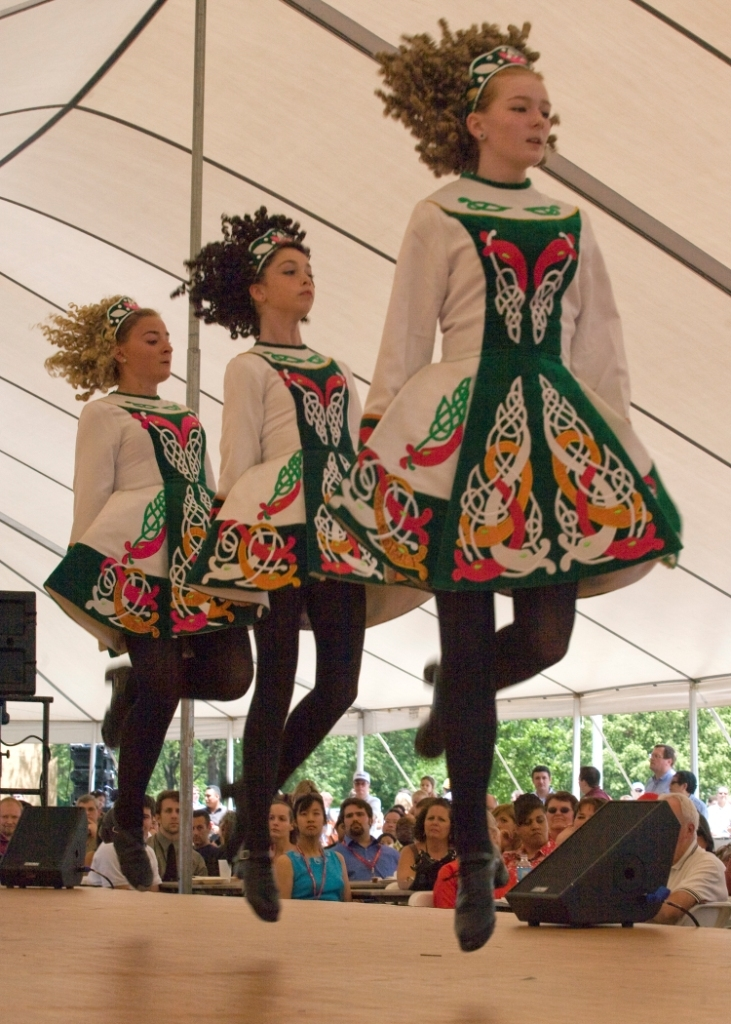
愛爾蘭踢踏舞比賽
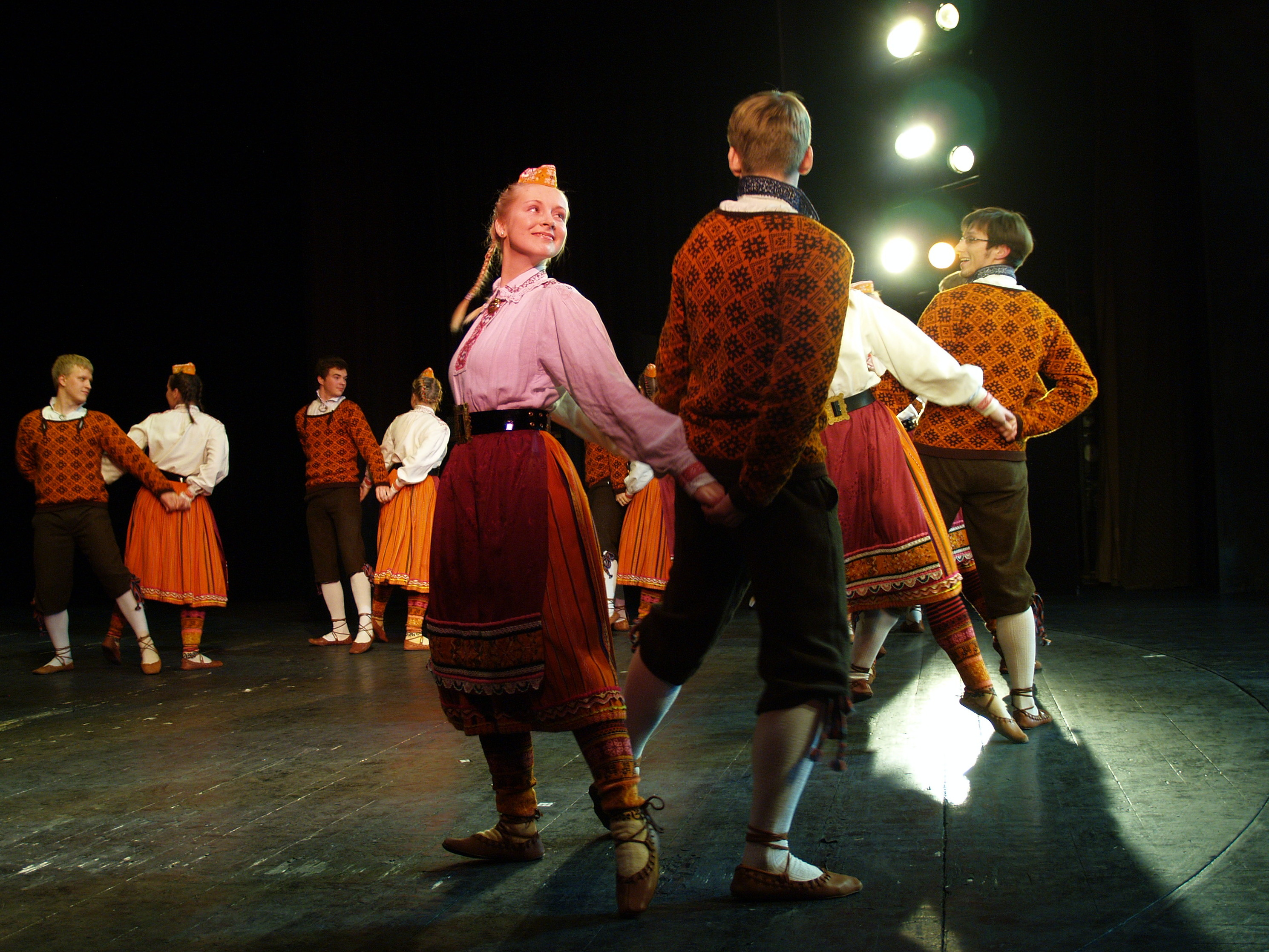
爱沙尼亚的民族舞蹈
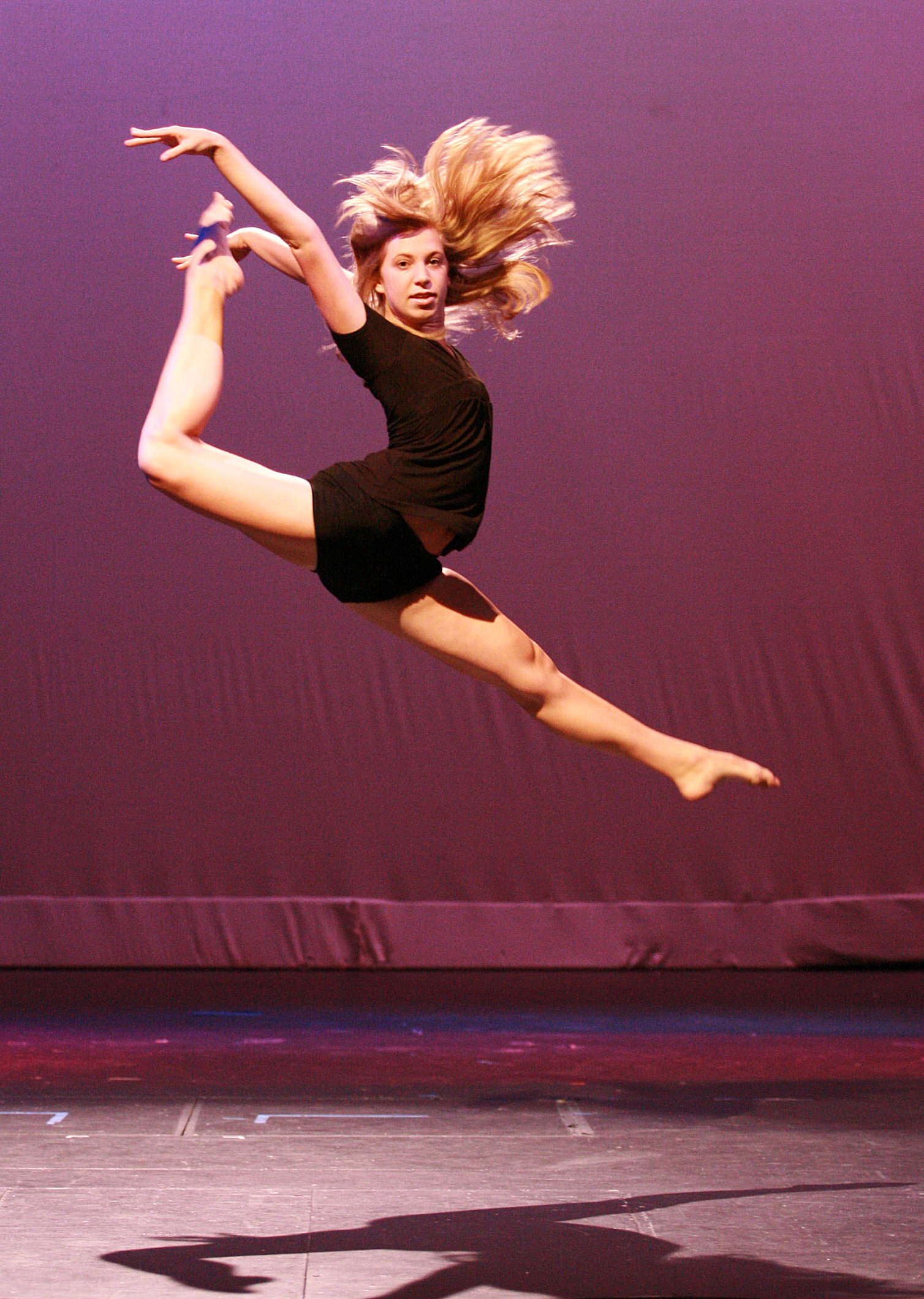
現代舞者的跳躍
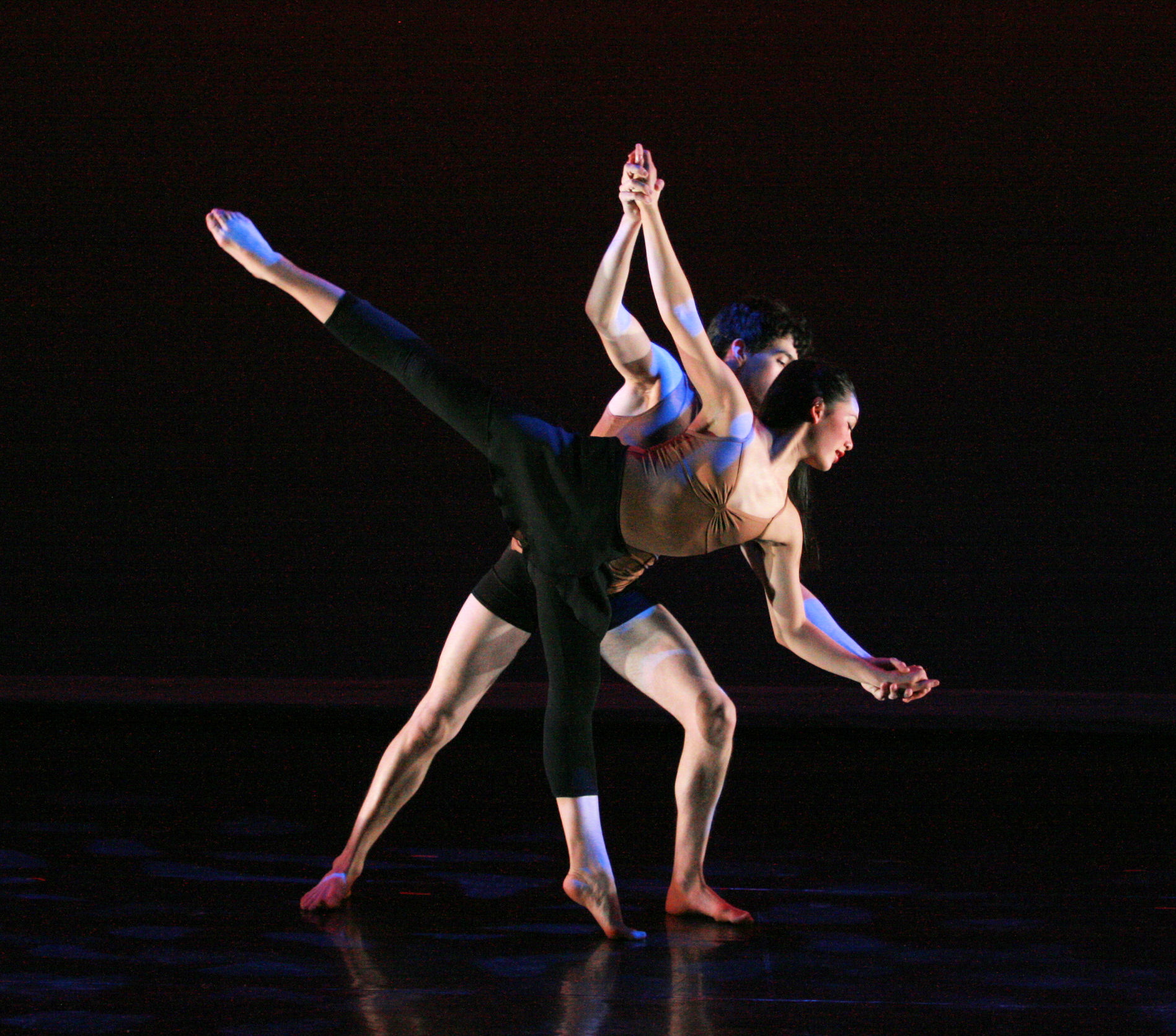
舞伴舞（英语：Dance partnering），男舞者協助女舞者獨腳站立（英语：arabesque (ballet position)）
特技舞蹈：特技舞蹈者表演單腿向前挺身空翻下
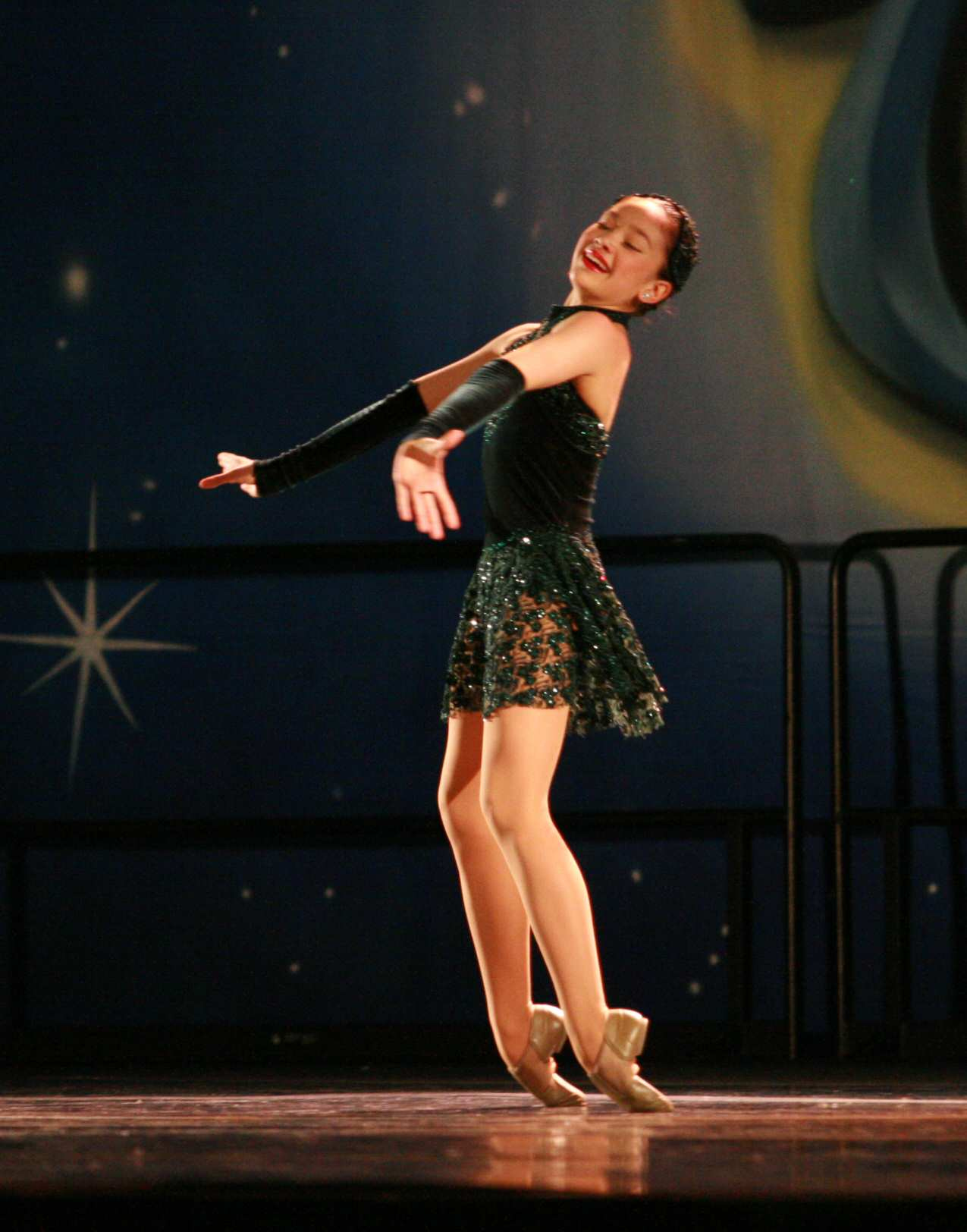
舞者在表演toe rise
舞者在跳吉鲁巴
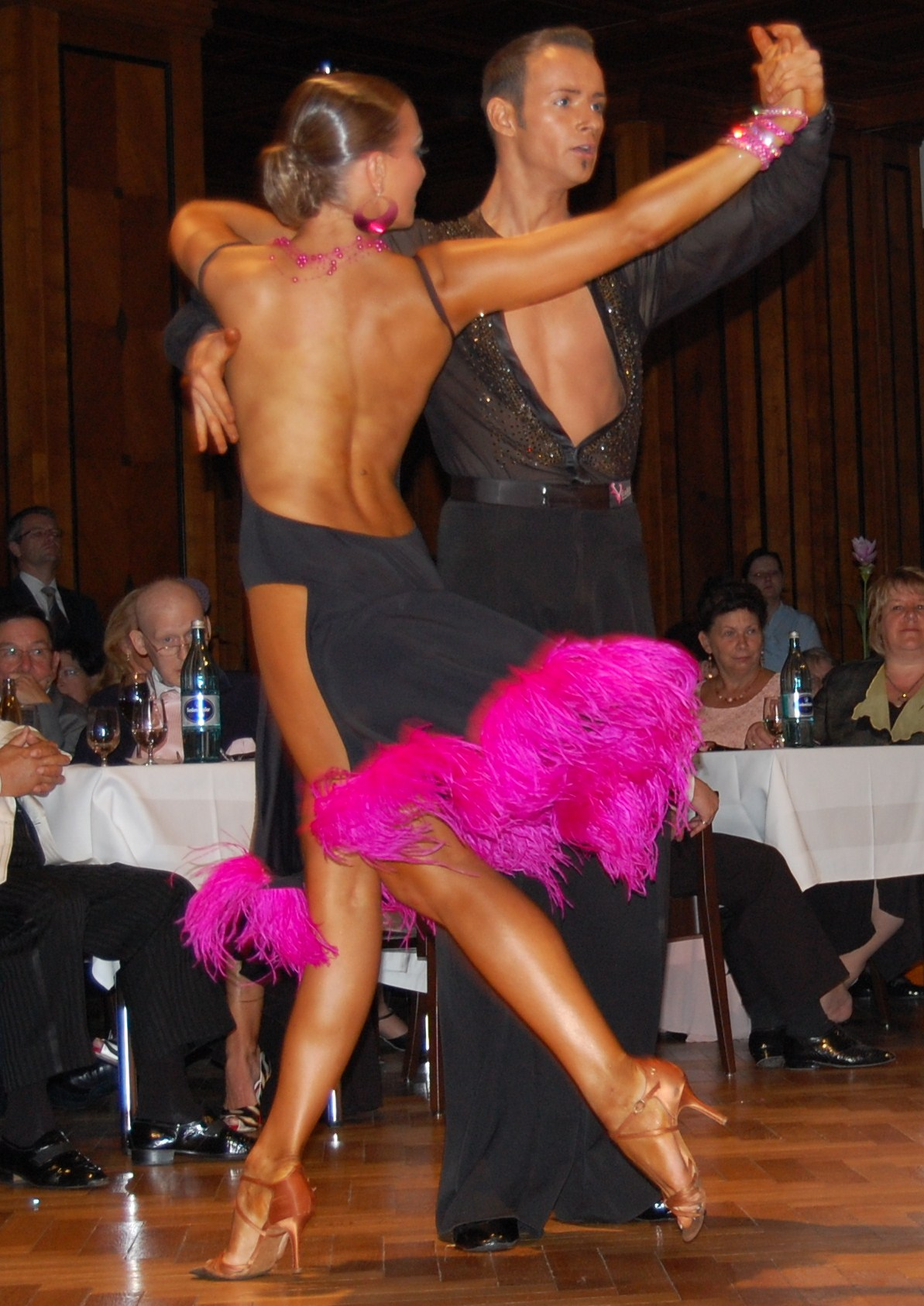
探戈.
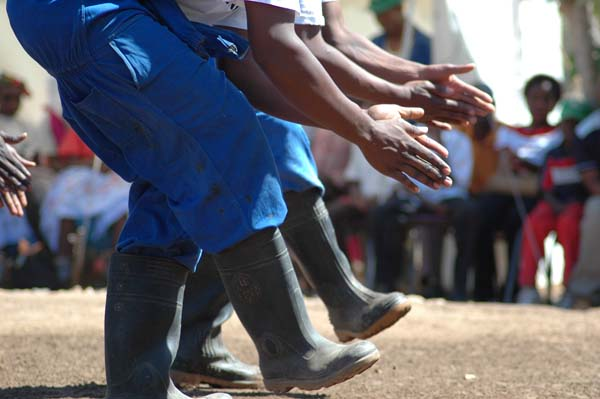
膠靴舞
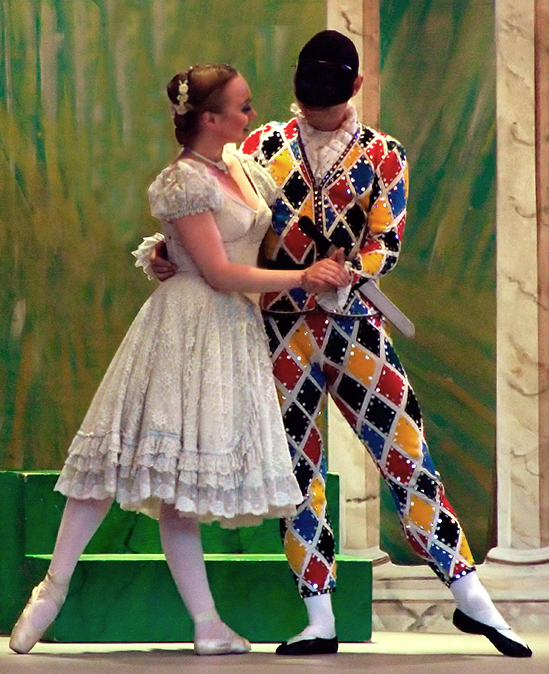
哥本哈根默劇劇場的演出
hip-hop舞者跳的機械舞
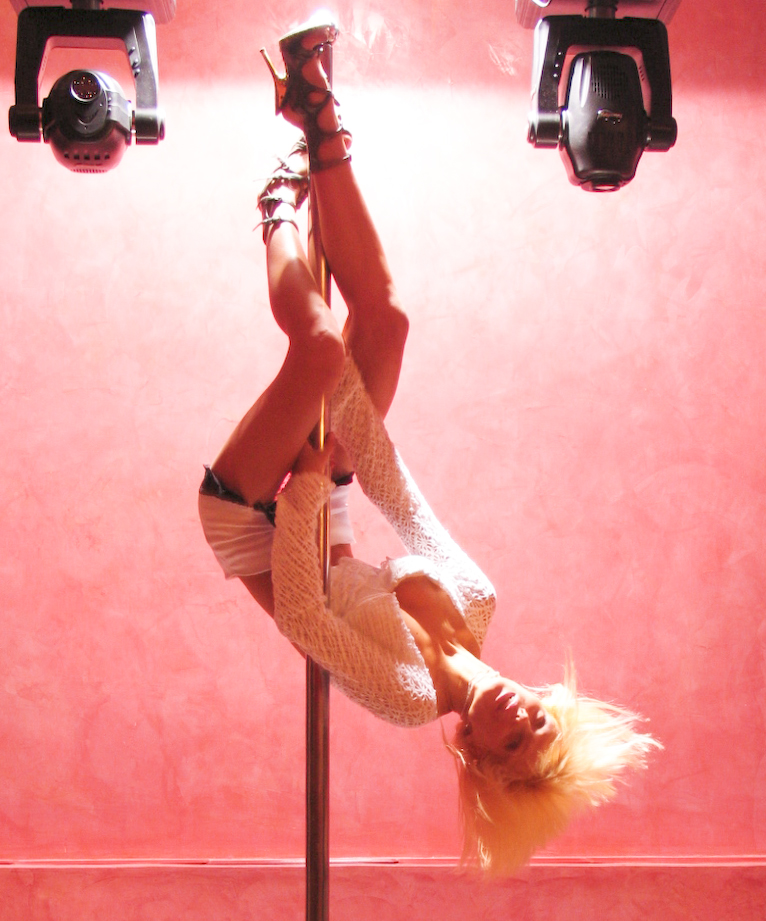
钢管舞
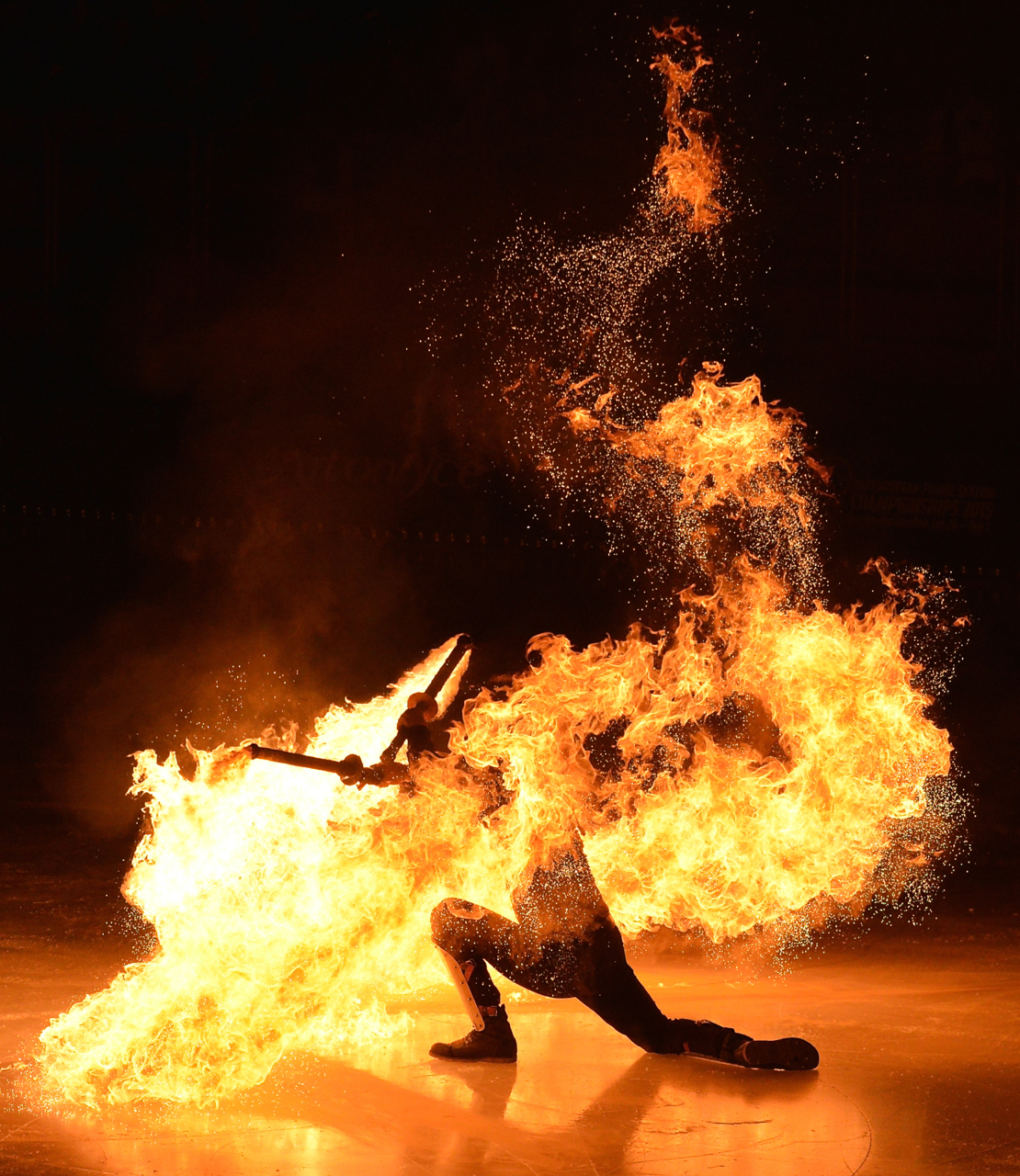
火舞
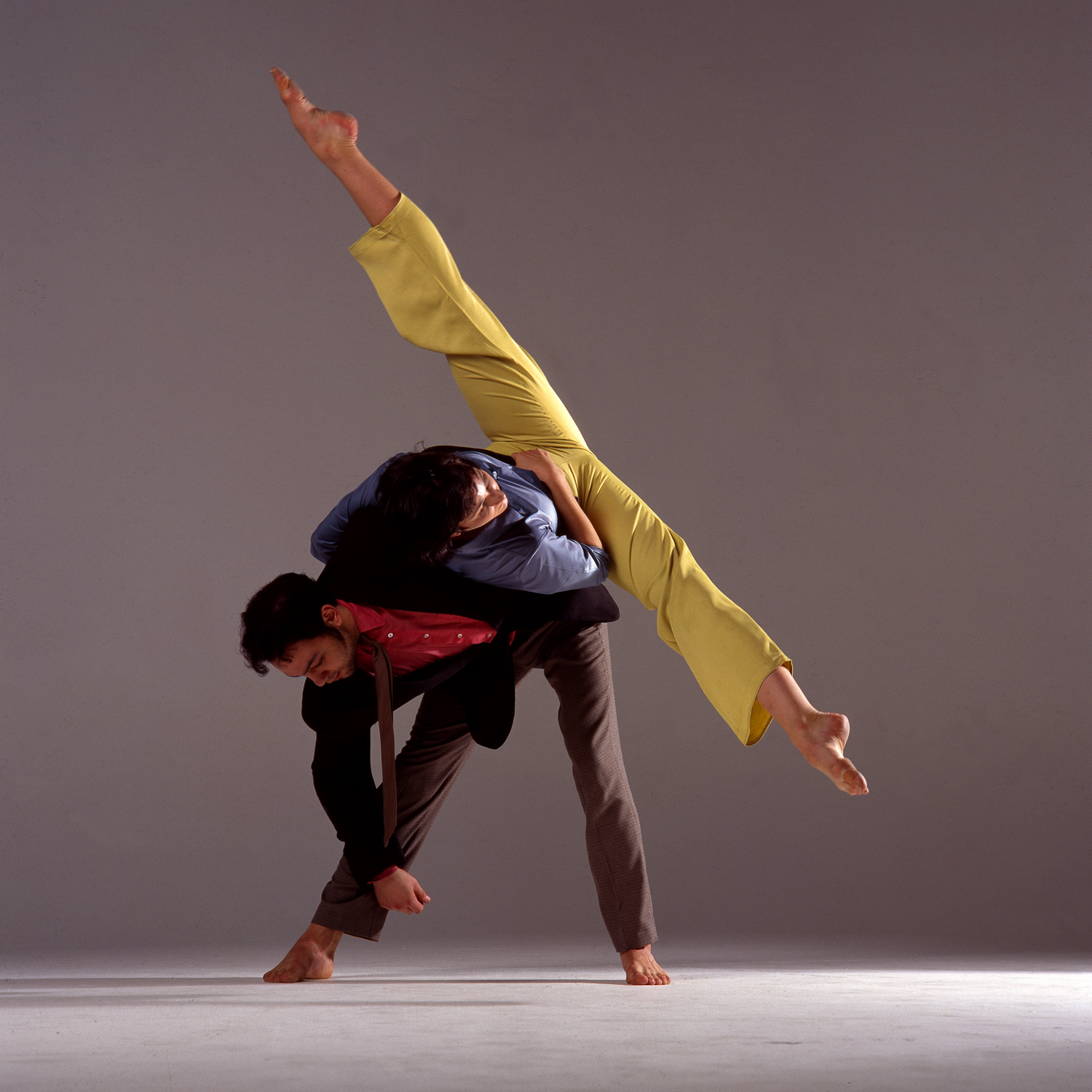
現代舞舞者在表演劈叉，靠另一名舞者來平衡
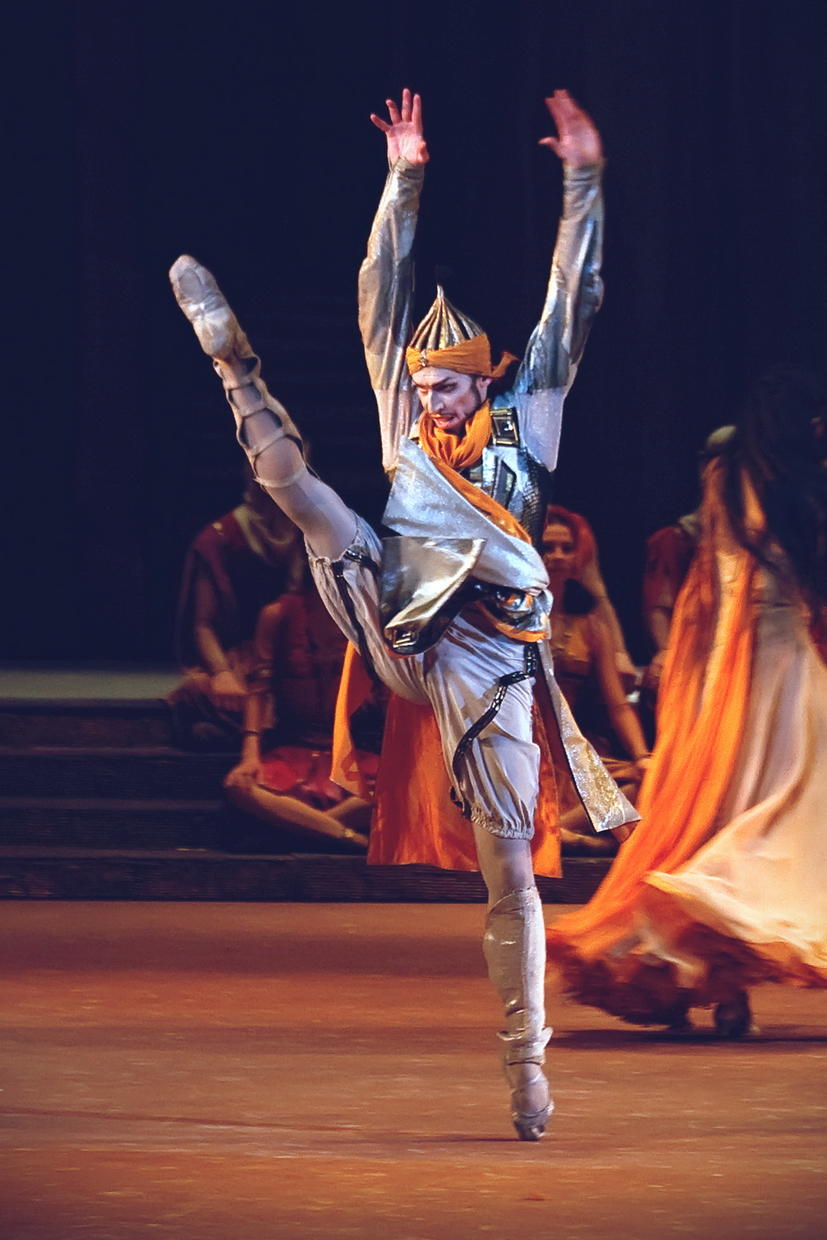
莫斯科大剧院的舞蹈演出
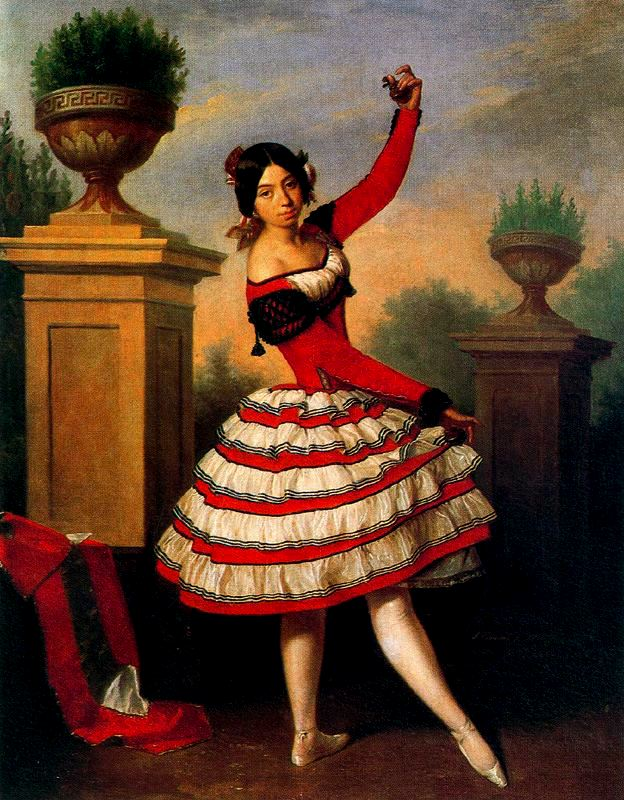
弗拉明哥舞者
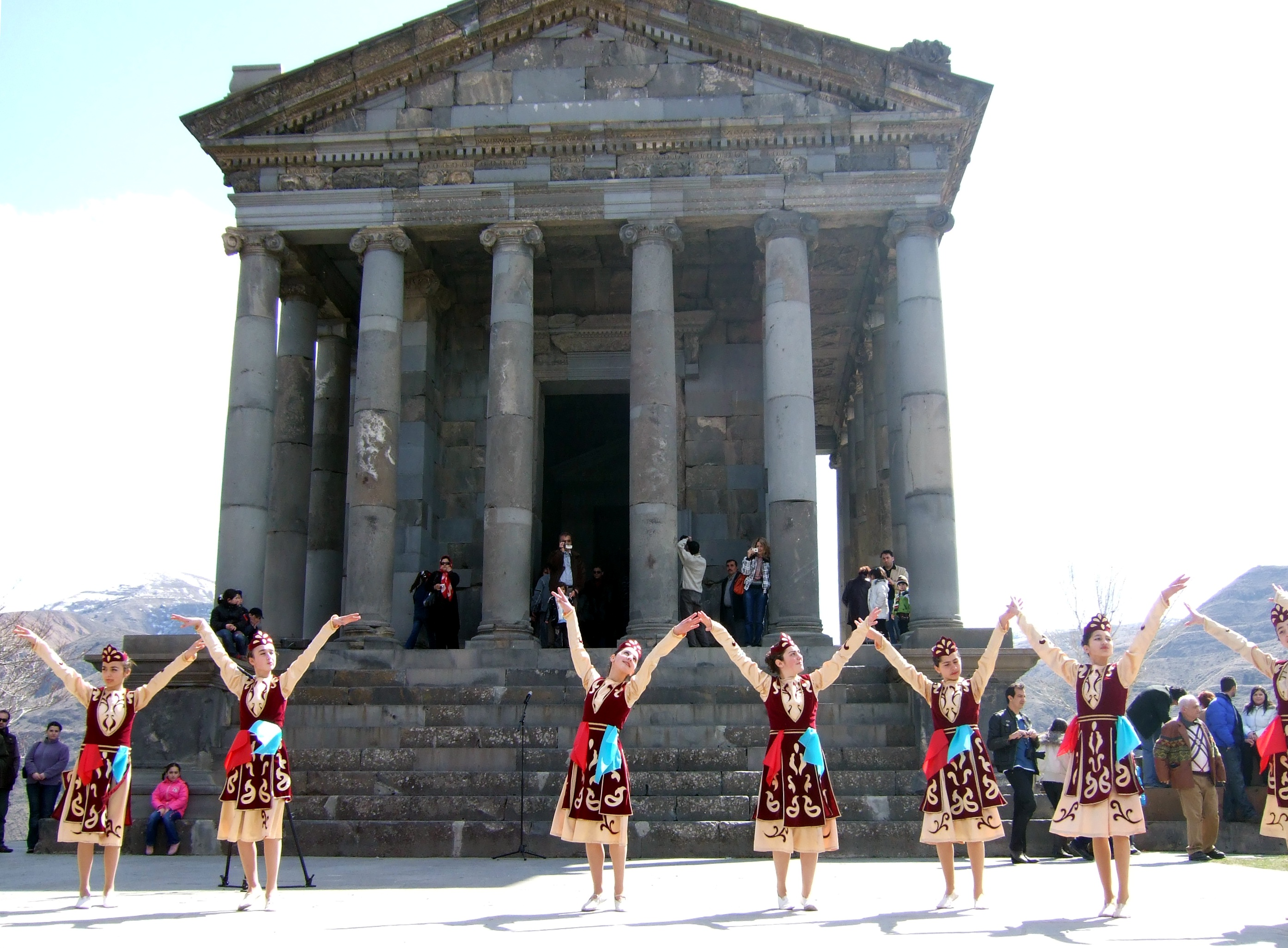
亞美尼亞民間舞者慶祝新年的舞蹈
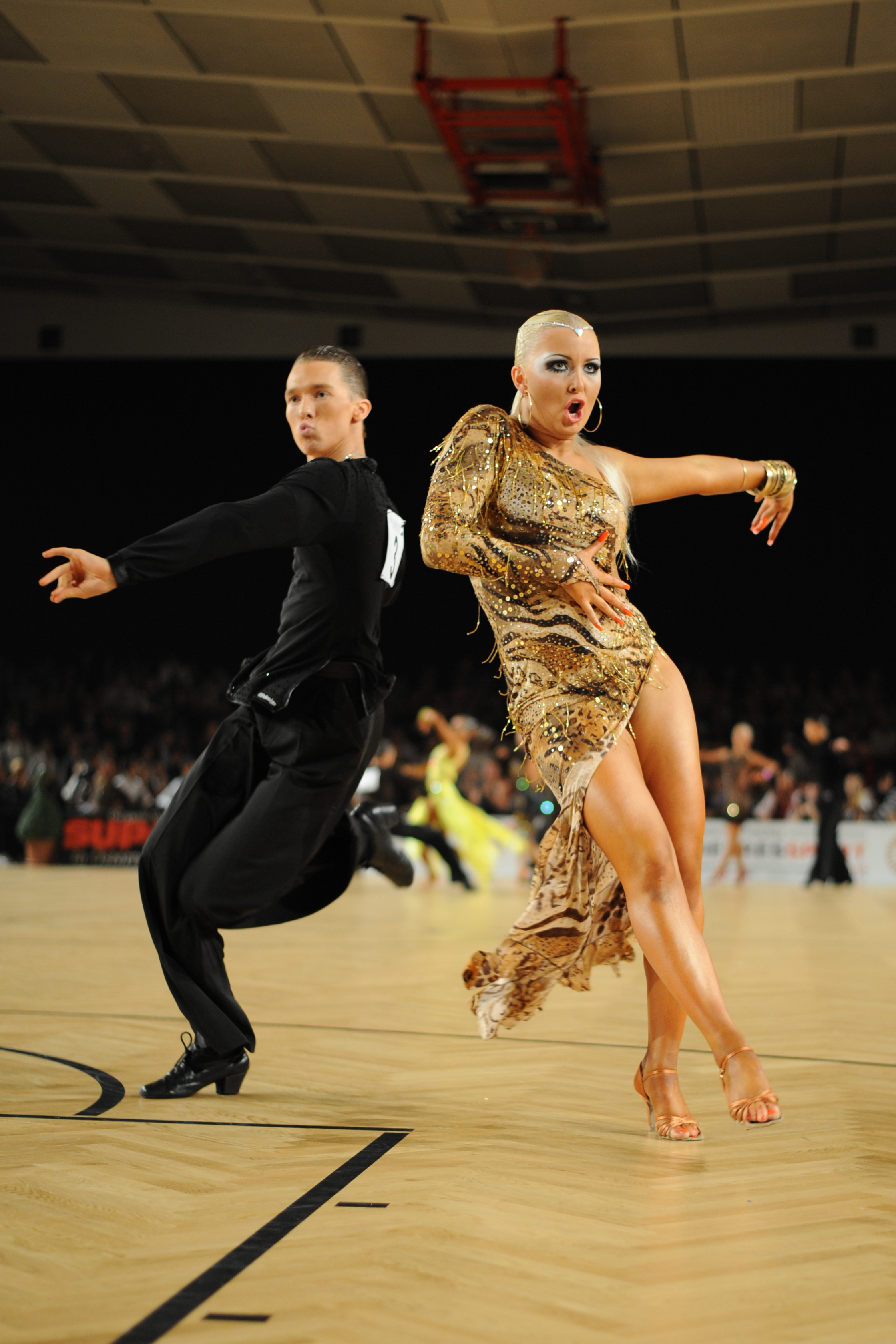
森巴舞蹈
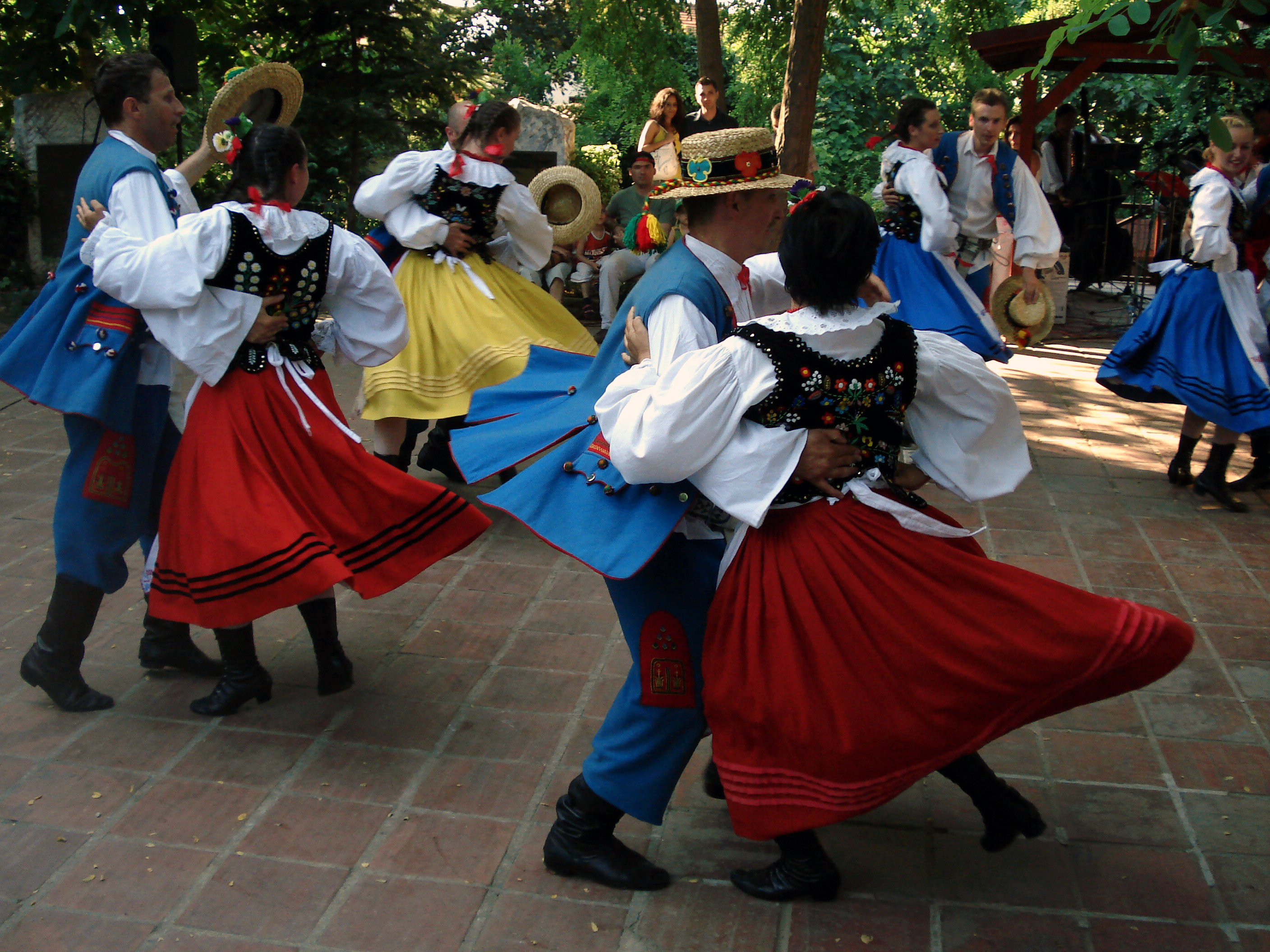
土耳其波蘭裔的民俗舞蹈
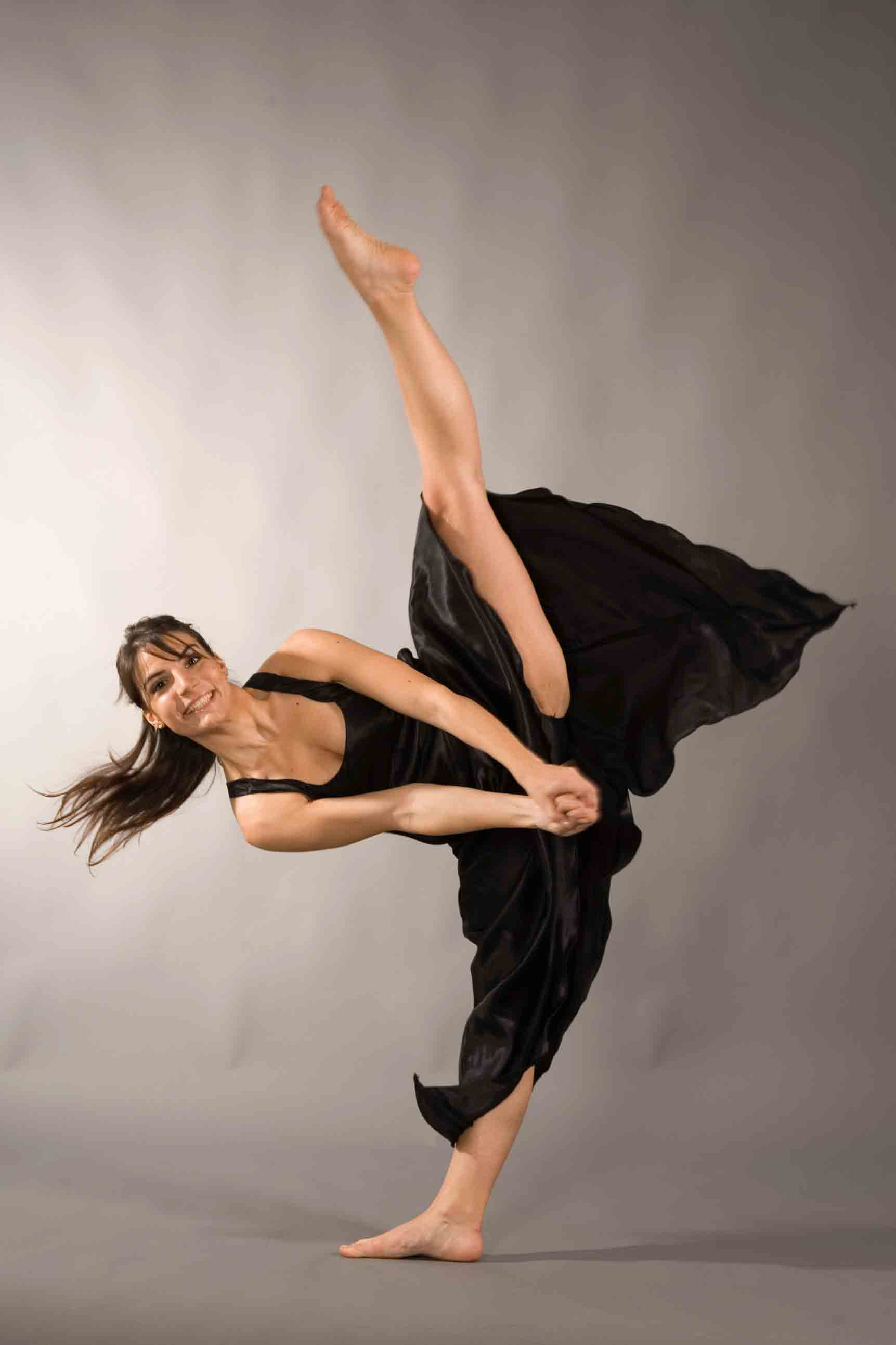
芭蕾舞者的練習劈叉
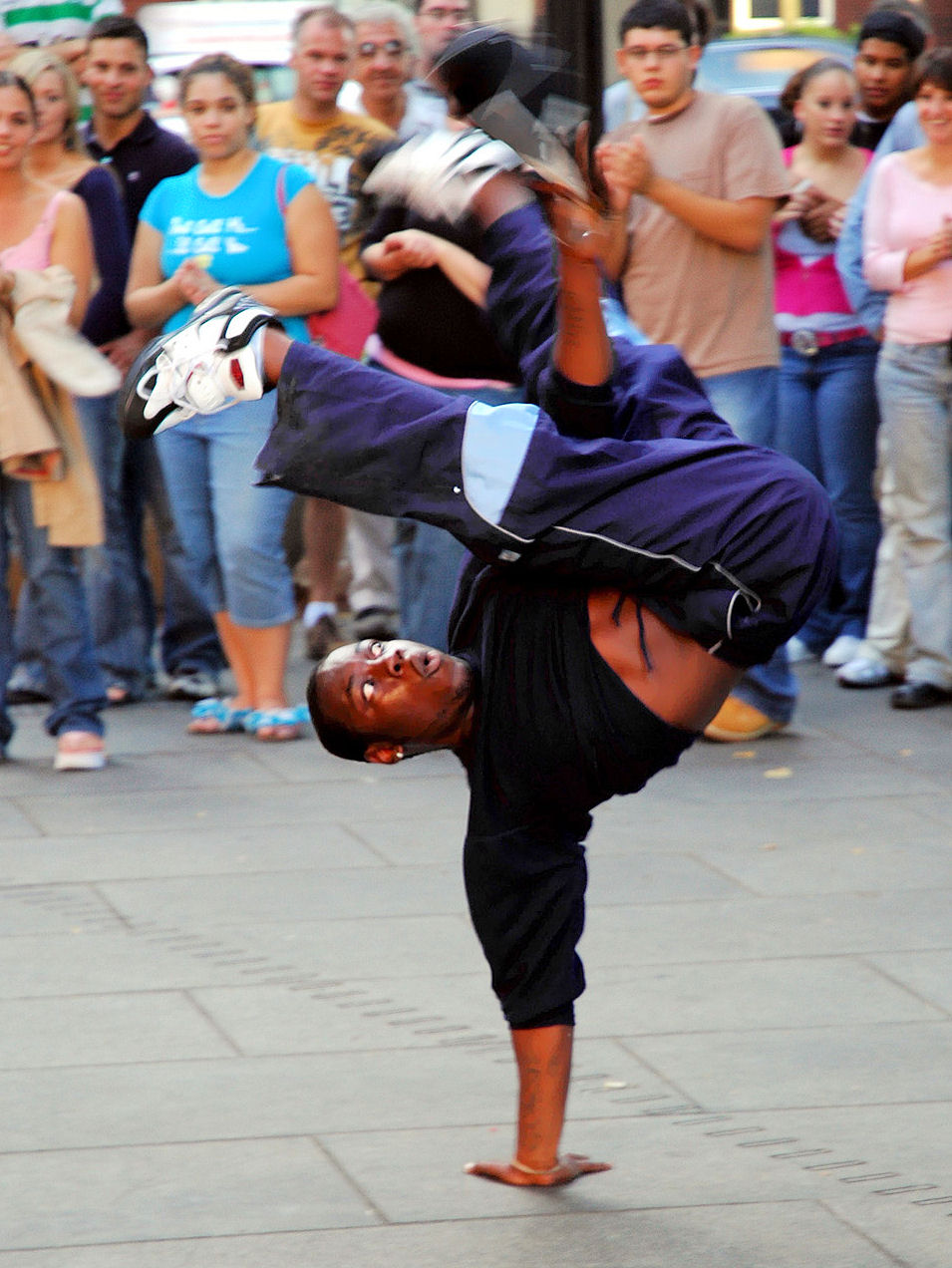
街舞舞者表演倒立
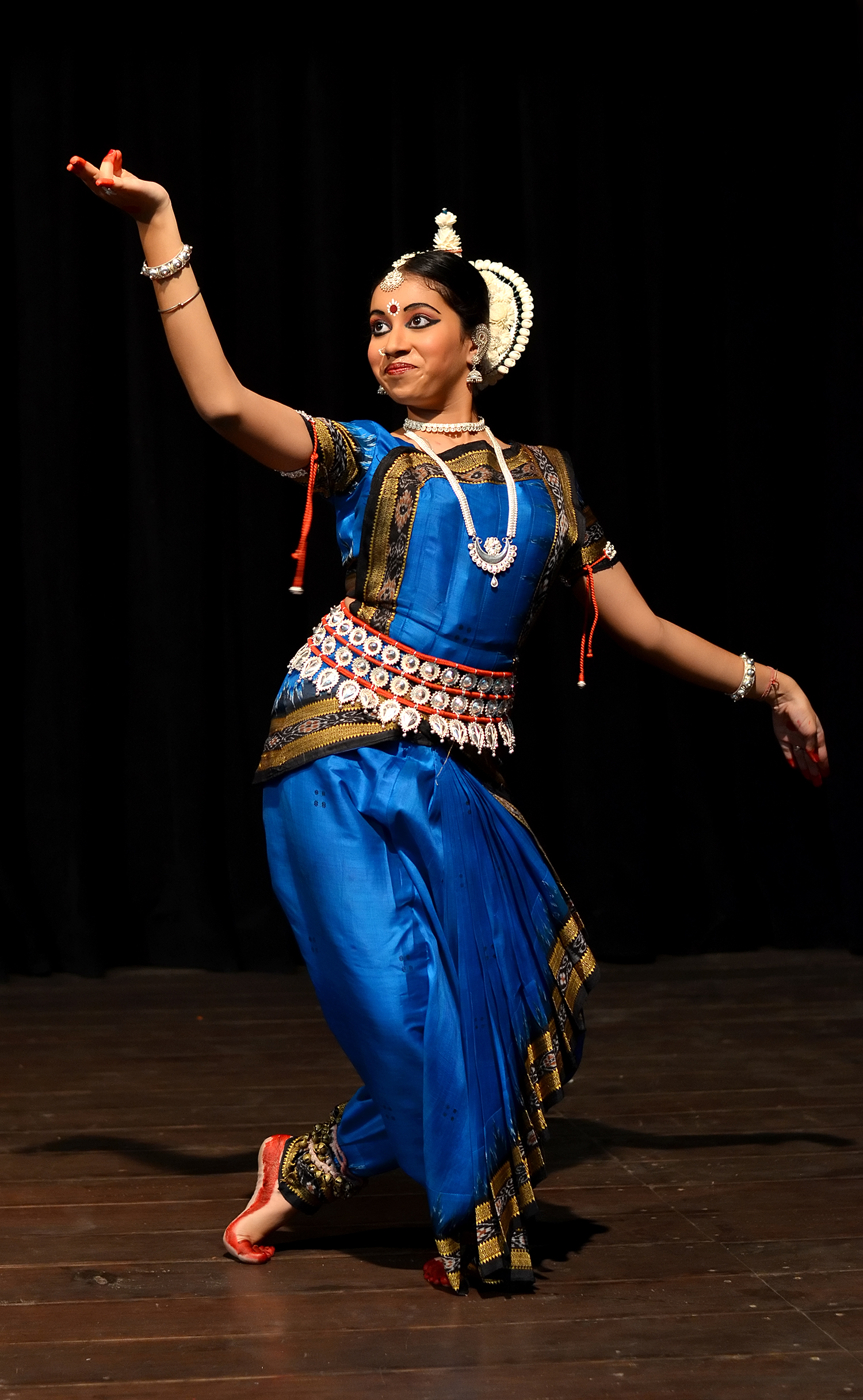
印度古典式舞蹈
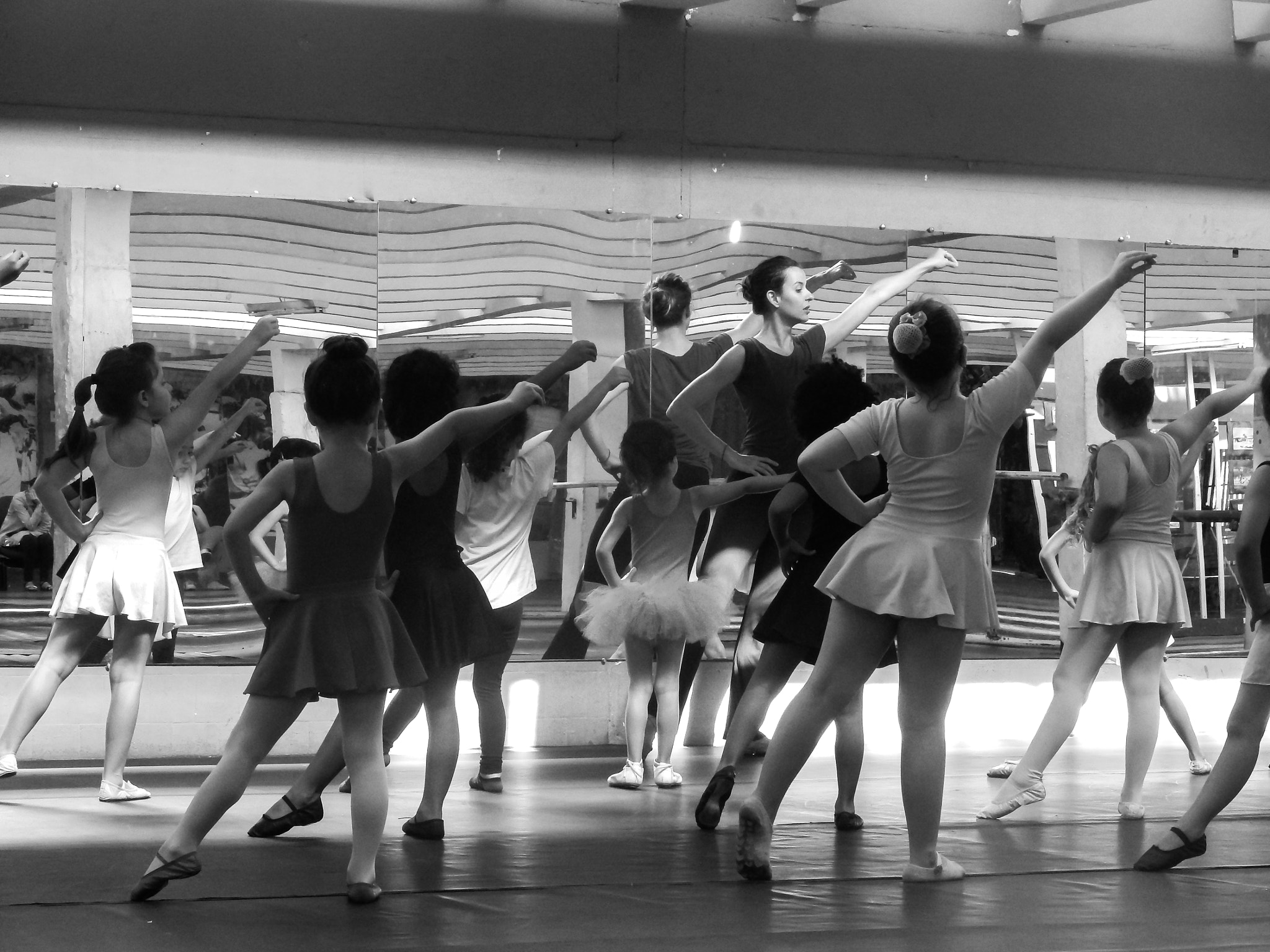
少女穿緊身衣和舞裙的芭蕾舞課
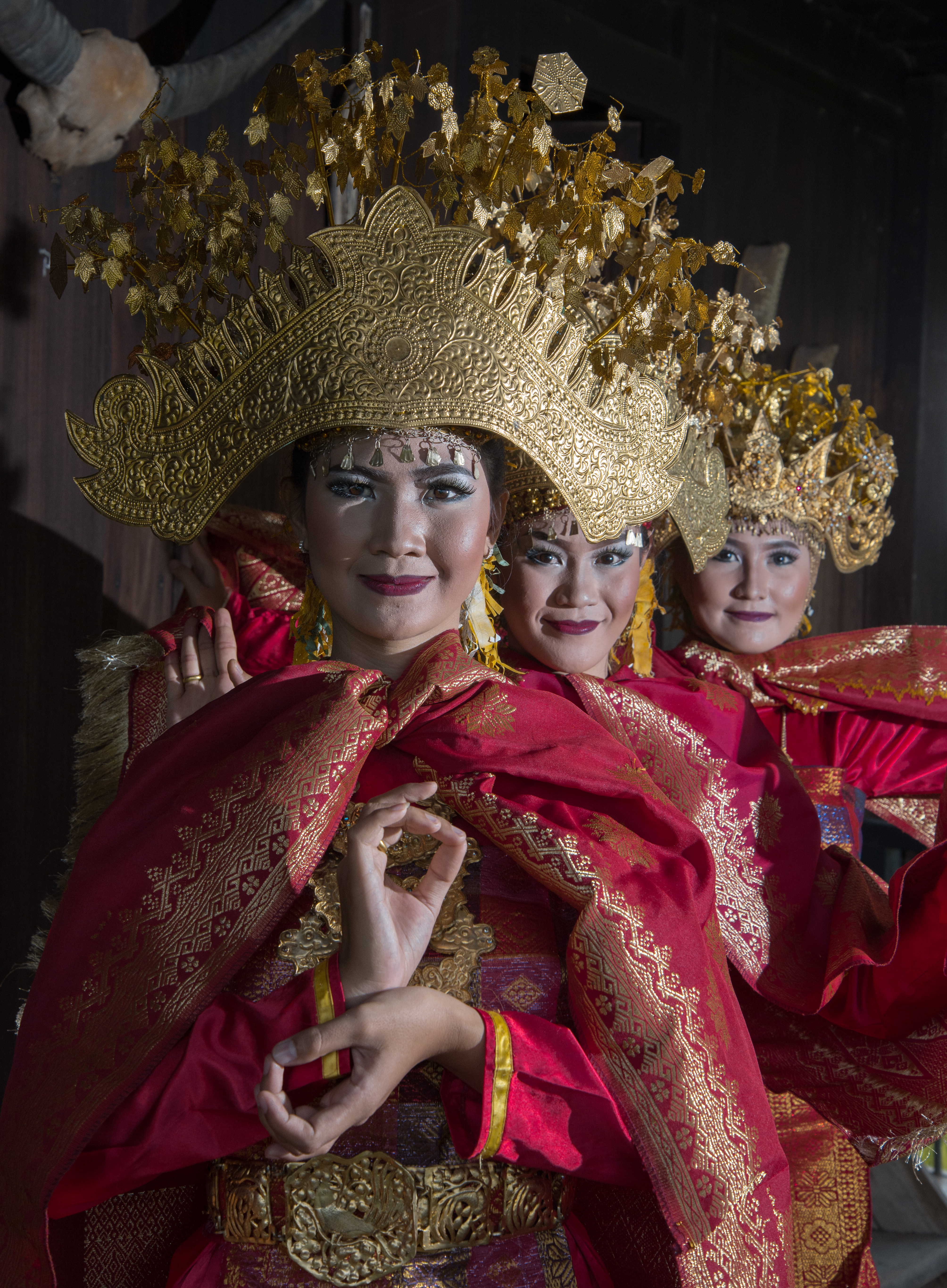
印度尼西亚帕加尔阿兰的Kebagh舞

## 註解
1. ↑  有許多有關舞蹈的定義。定義包括以下這些：

「舞蹈是人類因為美學訴求所創作並且表演的動作」（Dance is human movement created and expressed for an aesthetic purpose）[1]

「舞蹈是人體在空間中運動時，以特定的形式及風格所進行的短暫呈現。舞蹈一般會是刻意選擇，而有控制的節奏運動。所產生的結果被表演者以及特定群體中的觀眾認為是舞蹈。」（Dance is a transient mode of expression performed in a given form and style by the human body moving in space. Dance occurs through purposefully selected and controlled rhythmic movements; the resulting phenomenon is recognized as dance both by the performer and the observing members of a given group.）[2]

「舞蹈是由有目的的（包括個人選擇以及社會學習）、刻意有節奏旳、以及有文化模式的非語言人體動作組成（以舞者的觀點，多半也被和舞者相同文化的觀眾所接受），而且這些動作和日常的動作中不同。動作（在時間、空間或是心力上）有其內在美學上的價值（在舞者文化上是以適當的方式表達，而且有其潛力），也有其象征性的潛力。」（Dance is human behaviour composed (from the dancer’s perspective, which is usually shared by the audience members of the dancer’s culture) of purposeful (individual choice and social learning play a role), intentionally rhythmical, and culturally patterned sequences of nonverbal body movement mostly other than those performed in ordinary motor activities. The motion (in time, space, and with effort) has an inherent and aesthetic value (the notion of appropriateness and competency as viewed by the dancer’s culture) and symbolic potential.）[3]

## 延伸阅读
[在维基数据编辑]
 《欽定古今圖書集成·經濟彙編·樂律典·舞部》，出自陈梦雷《古今圖書集成》